# Chiesa di San Michele Arcangelo (Fighine)
La chiesa di San Michele Arcangelo è un luogo di culto cattolico che si trova a Fighine, nel comune di San Casciano dei Bagni, in provincia di Siena.

## Descrizione
Si trova dentro le mura del castello verso est ed ha l'abside rivolta ad oriente. Ricordata già nel 1191, ebbe il titolo di Sant'Angelo nel 1591.
Presenta la facciata in pietra, il tetto a capanna e il campanile a vela con tre campane. L'interno è ad univa navata con transetto e due cappelle laterali con tracce di affreschi. Dietro l'altare maggiore si trovava una grande tela con San Michele Arcangelo di Francesco Bonichi, pittore di Lucignano Val di Chiana (1750).